# تشارلز فريزر (مستكشف)
تشارلز فريزر (بالإنجليزية: Charles Fraser)‏ (و. 1788 – 1831 م) هو مستكشف، وعالم نبات أسترالي، توفي في نيوساوث ويلز، عن عمر يناهز 43 عاماً.